# Moussa Aouanouk
Moussa Aouanouk, född 2 augusti 1972, är en algerisk friidrottare. Han deltog vid olympiska sommarspelen 1996, olympiska sommarspelen 2000 och olympiska sommarspelen 2004.